# اسکیپنس

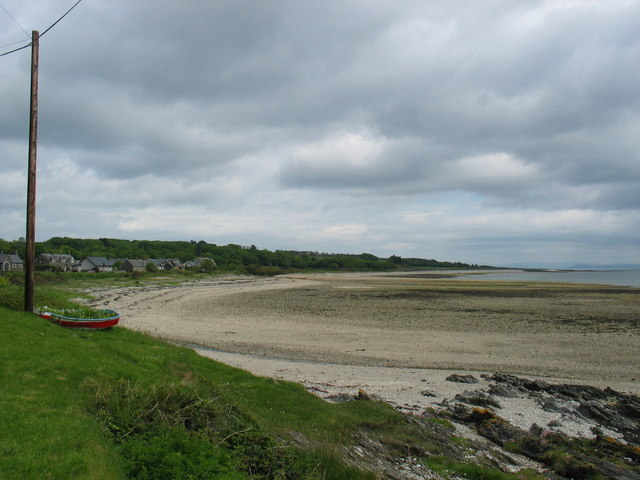
خلیج اسکیپنس

اسکیپنس (گیلی اسکاتلندی: Sgibinis) روستایی در کینتایر، اسکاتلند چند مایل در جنوب تاربرتو در مقابل جزیره آران است. یک رستوران در این منطقه وجود دارد که ماهی‌های تازه را از منطقه تهیه می‌کند. همچنین در این منطقه، پوست گوسفندی آلی وجود دارد. کلبه‌هایی برای اجاره در بندر نوا چرون در نزدیکی روستا وجود دارد. بسیاری از کلبه‌هایی که می‌توان اجاره کرد، قایق‌های خود را دارند و در طول ماه‌های تابستان می‌توان برای ماهیگیری از آنها استفاده کرد. این روستای کوچک تنها یک مغازه دارد که می‌توان مواد اولیه اصلی را از آن تهیه کرد.